# 白山神社 (京都市)
白山神社（はくさんじんじゃ）は、京都市中京区上白山町にある神社。歯痛の神様として知られている。

## 歴史
加賀国（現・石川県）の白山権現（現・白山比咩神社）の第八社で、平家の武士達が乱暴狼藉を働いた。これに怒った白山権現の僧徒達は、治承元年（1177年）に3基の神輿を担いで京の内裏まで強訴に押し寄せた。が、護衛の武士に蹴散らかされてしまい再び神輿を担いで加賀国に引き上げることにした。しかし、神輿の担ぎ棒が僧らの肩に食い込み、ついに麸屋町通り押小路辺りで神輿の1基が動かなくなってしまうと、僧らは神輿をその場（現在白山神社がある場所）に放置して加賀国へ帰っていった。神輿が野ざらしになっているのを見た付近の住民は、社を建立してその場所で祀ることとした、これが当社の始まりである。なお、白山権現から担いできた他の2基の神輿もこの付近に放置されたままであったが、間もなく八坂神社に移された。
江戸時代、後桜町天皇が歯痛を起こした際、女官が白山神社から持ち帰った「神箸（長寿箸）」と「神塩」を歯に付けたところ歯痛が治った。その礼として天皇は白山神社に御紋付提灯を寄進している。それ以来、当社は歯痛の神様として知られるようになった。
天明8年（1788年）の天明の大火で全焼し、再建されたが、元治元年（1864年）7月の禁門の変の兵火により再び全焼した。しかし、後に復興されている。

## 祭神
- 主祭神 - 菊理媛命、伊邪那岐命、伊邪那美命

## 境内
- 本殿
- 拝殿
- 社務所
- 合祀社 - 天満宮、白菊大神、猿田彦大神

## 祭事
- 例祭・9月19日

## 交通アクセス
- 京都市営地下鉄東西線京都市役所前駅より徒歩5分
- 京都市営バス「京都市役所前」より徒歩3分